# Ancerville (Meuse)
Ancerville é uma comuna francesa na região administrativa de Grande Leste, no departamento de Meuse. Estende-se por uma área de 21,58 km². Em 2010 a comuna tinha 2 781 habitantes (densidade: 128,9 hab./km²).